# James Dwight
James Dwight (Parigi, 14 luglio 1852 – Mattapoisett, 13 luglio 1917) è stato un tennista statunitense.

## Carriera
Abile doppista, agli U.S. Championships ha trionfato per cinque volte assieme al compagno Richard Sears il quale lo ha battuto nel 1883 in finale, nell'unica che ha raggiunto a livello singolare.
È entrato a far parte della International Tennis Hall of Fame nel 1955.

## Finali del Grande Slam

### Singolare

#### Finali perse (1)
| Anno | Torneo             | Avversario in finale | Risultato     |
| 1883 | U.S. Championships | Richard Sears        | 2-6, 0-6, 7-9 |

### Doppio

#### Vittorie (5)
| Anno | Torneo                      | Superficie | Compagno      | Avversari in finale                     | Punteggio               |
| 1882 | U.S. National Championships | Erba       | Richard Sears | Crawford Nightingale G M Smith          | 6–2, 6–4, 6–4           |
| 1883 | U.S. National Championships | Erba       | Richard Sears | Alexander Van Rensselaer Arthur Newbold | 6–0, 6–2, 6–2           |
| 1884 | U.S. National Championships | Erba       | Richard Sears | Alexander Van Rensselaer W.V.R. Berry   | 6–4, 6–1, 8–10, 6–4     |
| 1886 | U.S. National Championships | Erba       | Richard Sears | Howard Taylor Godfrey Brinley           | 6–3, 6–0, 6–2           |
| 1887 | U.S. National Championships | Erba       | Richard Sears | Howard Taylor Henry Slocum              | 6–4, 3–6, 2–6, 6–3, 6–3 |